# 貴景勝貴信
貴景勝貴信（日语：／ Takakeishō Takanobu，1996年8月5日—），本名佐藤貴信（日语：／ Satō Takanobu），日本兵庫縣蘆屋市出身，常盤山部屋前大相撲力士。
他在2014年11月開始職業相撲生涯，曾在序之口、序二段、幕下和十兩取得優勝。
他在2017年1月晉升至幕內，最高位置是東大關，並曾四度取得幕內優勝。

## 生涯

### 早期生活
佐藤貴信在小學早期積極參與極真空手道活動，並在全國大賽中獲得冠軍。然而，在他小學三年級時，他開始在當地的道場參與相撲。小學畢業後，他進入了一間以相撲活動而聞名的初中。在他初中三年級時，他贏得了全國冠軍，並獲得了初中橫綱的頭銜。
然後他搬到日本東部，進入了埼玉縣一個有相撲競技課程的私立高中埼玉榮中。他在關東高中相撲比賽和國家初級自由重量級別相撲比賽中連續兩次獲得冠軍。在高中時期，他總共拿下了10個國家級的頭銜。在他高中三年級時，他也在台灣舉行的世界少年自由重量級別相撲比賽中奪得冠軍。

### 相撲生涯
因為佐藤貴信非常渴望加入職業相撲世界，所以他決定在高中畢業後放棄上大學，參加國家相撲比賽，並加入貴乃花部屋，並用佐藤作四股名。由於他渴望盡快加入職業相撲隊伍，於2014年9月參加了前相撲。但他仍然同時是高中生，這是非常罕見的事件。他的教練前橫綱貴乃花光司與佐藤的高中安排他不參加正式比賽時繼續上學。後來的新聞報導說，他已經退學了。
佐藤於2014年11月正式進入相撲，在他的首次亮相中以最佳的7-0紀錄獲得了序之口級別冠軍。之後在序二段級別中又得到一個完美的7-0紀錄，在接下來的三月份大阪場所，他在三段目的比賽中第3天第一次吞下敗仗。他在15場比賽中取得了連續的勝利紀錄。在下一場比賽中，在幕下級別他完成了6-0的紀錄直到最後一天輸給蒙古力士東龍強。在2016年3月，他在最後一場比賽中撃敗了前關脇大岩戸，以取得他的第一個幕下冠軍。這是一個決定性的冠軍，將在下一場比賽中晉升受薪的十兩級別。
在他的第一個十兩比賽中，成為了歷史上第6個在青少年期贏得八連勝的力士，然而後面連續輸掉了四場比賽，並以11-4的成績結束了季賽。他在接下來的幾場比賽中穩步上升，在2017年1月他成為了幕內級別力士，他選擇將他的四股名改為貴景勝，貴是來自部屋名第一個字貴，景勝是來自戰國大名上杉景勝。
在他第一次幕內級別比賽中，只得到7勝8敗的成績。不過，他在2017年3月大阪比賽中11勝4敗獲得了第一個三賞敢鬥賞，在5月份比賽中11勝4敗。在9月秋場所比賽第10天打敗了橫綱日馬富士公平和在第13天打敗大關豪榮道豪太郎。在2017年11月九州場所第2天和第4天他打敗了橫綱日馬富士公平和稀勢之里寬。
在2018年11月九州場所，曾先後擊敗稀勢之里寬和兩位大關，一個關脇和小結，在第15天比賽擊敗錦木徹也，取得第一次優勝(並榮獲殊勲賞和敢鬥賞)。
因他已符合條件，日本相撲協會決定推舉貴景勝晉升大關。在2019年5月場所第5天因右膝受傷退出比賽(之後曾重新出賽一天後再退出)，身體傷病使得他退出7月名古屋場所，並隨後降為關脇，但在同年9月場所成功以12勝3敗的成績特例復歸為大關。
2020年11月，在兩大橫綱白鵬與鶴龍持續休場及另外兩位大關朝乃山、正代中途休場的情況下，以13勝2敗取得第二次優勝。
在2021年1月場所第11日因左膝關節受傷退出比場，在三月場所將降至副東大關。在2021年名古屋場所第二天與逸乃城駿比賽中，因頸椎受傷退出比賽(需休息一個月)。
在2023年1月場所，以12勝3敗取得第3次優勝。
在2023年3月場所與御嶽海久司比賽後因左腳内側半月板損傷，在第7天休場。
在2023年9月場所與熱海富士朔太郎的比賽中取得第4次優勝。
在2024年7月場所再次進入角番狀態，貴景勝未能獲得勝越記錄，在第13天的比賽中輸給橫綱照之富士春雄。將在9月第二次降級到關脇，在那裡他需要贏得10場比賽才能重新獲得大關等級。
在2024年9月場所第3天因頸椎舊傷復發退出比賽，而後於9月21日記者會宣布引退，襲名年寄「湊川」，將留在部屋指導後生。

## 戰績

### 生涯戰績
截至2021年1月
- 生涯戰績：290勝160敗35休（38場所）
  - 幕内戰績：202勝123敗35休（24場所）
  - 大關戰績：65勝41敗31休（9場所）
    - 大關在位：9場所

### 三賞·金星
- 三賞：7次
  - 殊勳賞：3次（2017年9月場所、2017年11月場所、2018年11月場所）
  - 敢鬥賞：2次（2017年3月場所、2018年11月場所）
  - 技能賞：2次（2019年1月場所、2019年3月場所）
- 金星：3個
  - 日馬富士：2個（2017年9月場所、2017年11月場所）
  - 稀勢之里：1個（2017年11月場所）

### 優勝
- 幕内優勝：4回（2018年11月場所、2020年11月場所、2023年1月場所、2023年9月場所）
- 十兩優勝：1回（2016年11月場所）
- 幕下優勝：1回（2016年3月場所）
- 序二段優勝：1回（2015年1月場所）
- 序之口優勝：1回（2014年11月場所）

### 各場所戰績
| | 1月場所 初場所（東京） | 3月場所 春場所（大阪） | 5月場所 夏場所（東京） | 7月場所 名古屋場所（愛知） | 9月場所 秋場所（東京） | 11月場所 九州場所（福岡） |
| --- | ---------------------- | ---------------------- | ---------------------- | -------------------------- | ---------------------- | ------------------------- |
| 2014年 （平成26年） | x                      | x                      | x                      | x                          | （前相撲）             | 東 序之口 #18 7–0         |
| 2015年 （平成27年） | 東 序二段 #10 7–0      | 東 三段目 #18 5–2      | 東 幕下 #55 6–1        | 西 幕下 #27 4–3            | 西 幕下 #21 6–1        | 西 幕下 #7 3–4            |
| 2016年 （平成28年） | 西 幕下 #13 4–3        | 東 幕下 #9 7–0         | 東 十兩 #13 11–4       | 西 十兩 #6 6–9             | 東 十兩 #9 10–5        | 西 十兩 #3 12–3           |
| 2017年 （平成29年） | 東 前頭 #12 7–8        | 東 前頭 #13 11–4 敢    | 西 前頭 #7 11–4        | 西 前頭 #1 5–10            | 西 前頭 #5 9–6 殊★     | 西 前頭 #1 11–4 殊★       |
| 2018年 （平成30年） | 東 小結 #1 5–10        | 西 前頭 #3 3–8–4       | 西 前頭 #10 10–5       | 西 前頭 #3 10–5            | 西 小結 #1 9–6         | 東 小結 #1 13–2 殊敢      |
| 2019年 （令和元年） | 東 關脇 #1 11–4 技     | 東 關脇 #1 10–5 技     | 東 大關 #2 3–4–8       | 大關 #2 休場 0–0–15        | 西 關脇 #1 12–3        | 東 大關 #2 9–6            |
| 2020年 （令和2年） | 東 大關 #1 11–4        | 東 大關 #1 7–8         | 新冠肺炎肆虐 比賽取消  | 東 大關 #1 8–4–3           | 西 大關 #1 12–3        | 東 大關 #1 13–2           |
| 2021年 （令和3年） | 東 大關 #1 2–8–5       | 東 大關 #2 10–5        | 西 大關 #1 12–3        | 西 大關 #1 1–2–12          | 西 大關 #1 8–7         | 西 大關 #1 12–3           |
| 2022年 （令和4年） | 東 大關 #1 1–3–11      | 西 大關 #1 8–7         | 西 大關 #2 8–7         | 東 大關 #1 11–4            | 東 大關 #1 10–5        | 東 大關 #1 12–3           |
| 2023年 （令和5年） | 西 大關 #1 12–3        | 西 大關 #1 3–4–8       | 西 大關 #1 8–7         | 大關 #1 休場 0–0–15        | 西 大關 #1 11–4        | 東 大關 #1 9–6            |
| 2024年 （令和6年） | 西 大關 #2 2–2–11      | 東 大關 #2 8–6–1       | 東 大關 #2 0–2–13      | 西 大關 #2 5–10            | 西 關脇 #2 引退 0–3–10 | x                         |
| 各欄数字按「勝-負-休場」表示。 優勝 引退 十兩･幕下 三賞：敢=敢鬬賞、殊=殊勛賞、技=技能賞 其他：★=金星 番付階級：幕内 - 十兩 - 幕下 - 三段目 - 序二段 - 序之口 幕内序列：横綱 - 大關 - 關脅 - 小結 - 前頭（「#数字」为出场顺序） |                        |                        |                        |                            |                        |                           |

## 個人生活
2020年8月30日，貴景勝宣布與前大關北天佑勝彦的次女千葉有希奈結婚。在慶祝他第三次錦標賽成就的新聞發佈會上，透露他與妻子有一個兒子。

## 戰鬥風格
貴景勝最擅長的戰法是oshi-dashi和hataki-komi，一些相撲評論員將他避免四手相撲和投擲技術歸因於他相對較短的手臂。然而，值得注意的是，他在2023年1月的比賽中有所擴大了自己的選項，通過kotenage（臂鎖投擲）贏得了兩場比賽，並以sukuinage（無腰帶手臂投擲）贏得了冠軍。.

## 外部連結
- 貴景勝貴信的X（前Twitter）
- 貴景勝貴信 （页面存档备份，存于）-日本相撲協會

## 註解
1. ↑  . 日刊スポーツ.   [2023-10-06]. （原始内容存档于2023-06-03） （日语）.
2. 1 2 3 4
3. 1 2  與照乃富士進行優勝決定戰
4. ↑  因頸椎椎間板突出引起的神經根病變，從第3日開始休場
5. ↑  因右腳關節韌帶受傷，從第4日開始休場